# Ronisoo
Ronisoo – wieś w Estonii, w prowincji Tartu, w gminie Alatskivi.